# Ішалніца
Ішалніца (рум. Ișalnița) — комуна у повіті Долж в Румунії. До складу комуни входить єдине село Ішалніца.
Комуна розташована на відстані 187 км на захід від Бухареста, 9 км на північний захід від Крайови.

## Населення
За даними перепису населення 2002 року у комуні проживали 4010 осіб.
Національний склад населення комуни:
| Національність | Кількість осіб | Відсоток |
| -------------- | -------------- | -------- |
| румуни         | 3973           | 99,1%    |
| цигани         | 34             | 0,8%     |
| турки          | 2              | < 0,1%   |
| німці          | 1              | < 0,1%   |

Рідною мовою назвали:
| Мова      | Кількість осіб | Відсоток |
| --------- | -------------- | -------- |
| румунська | 3976           | 99,2%    |
| циганська | 32             | 0,8%     |
| турецька  | 2              | < 0,1%   |

Склад населення комуни за віросповіданням:
| Релігія     | Кількість осіб | Відсоток |
| ----------- | -------------- | -------- |
| православні | 3964           | 98,9%    |
| адвентисти  | 9              | 0,2%     |
| баптисти    | 3              | 0,1%     |
| мусульмани  | 2              | < 0,1%   |

## Зовнішні посилання
- Дані про комуну Ішалніца на сайті Ghidul Primăriilor [Архівовано 14 травня 2009 у Wayback Machine.]